# Gabinete de la República Dominicana
El Gabinete de la República Dominicana es nominado y escogido por el Presidente de la República y puede ser removido por este en cualquier momento. Sus integrantes encabezan los Ministerios y otras oficinas principales del Gobierno, como la Procuraduría General de la República. Estos funcionarios, junto con el presidente y Vicepresidente, integran el Consejo de Ministros. Con cada toma de posesión, celebrada el 16 de agosto posterior a las elecciones presidenciales, el presidente electo confirma mediante decreto cómo estará conformado el Gabinete.
Los Ministerios de República Dominicana eran conocidos como Secretarías de Estado hasta la promulgación del decreto n.º 56-10 del 8 de febrero de 2010 y la promulgación de la Constitución dominicana que cambia la denominación de Secretaría de Estado por la de Ministerio, al igual que los responsables de esas carteras en lo adelante se les llamarán ministros.

## Gabinete de Luis Abinader (2020-2028)
Con el inicio de su mandato el 16 de agosto de 2020, el presidente Luis Abinader confirmó mediante un decreto su Gabinete de Gobierno. El decreto n.º 324-20, designaba también al Gobernador del Banco Central, al Consultor Jurídico del Poder Ejecutivo y dos ministros sin cartera. En agosto de 2021, se creó el Ministerio de la Vivienda, Hábitat y Edificaciones, añadiendo un nuevo puesto al Gabinete.
A continuación, un listado con los ministros que forman o han formado parte del Gabinete del presidente Abinader:

| Cartera                                                | Cargo                                                | Titular                                                | Imagen                                                                     | En el cargo desde                               |
| ------------------------------------------------------ | ---------------------------------------------------- | ------------------------------------------------------ | -------------------------------------------------------------------------- | ----------------------------------------------- |
| Vicepresidencia de la República                        | Vicepresidenta de la República                       | Raquel Peña                                            |                                                                            | 16 de agosto de 2020                            |
| Ministerio de la Presidencia                           | Ministro de la Presidencia                           | Lisandro Macarulla                                     | Despacho del Ministro                                                      | 16 de agosto de 2020 - 24 de julio de 2022      |
| Ministerio de la Presidencia                           | Ministro de la Presidencia                           | Joel Santos                                            | Despacho del Ministro                                                      | 22 de agosto de 2022 - 16 de agosto de 2024     |
| Ministerio de la Presidencia                           | Ministro de la Presidencia                           | José Ignacio Paliza                                    |                                                                            | 16 de agosto de 2024                            |
| Ministerio de Defensa                                  | Ministro de Defensa                                  | Teniente General, Carlos Luciano Díaz Morfa, ERD       |                                                                            | 16 de agosto de 2020 - 16 de agosto de 2024     |
| Ministerio de Defensa                                  | Ministro de Defensa                                  | Teniente General, Carlos Antonio Fernández Onofre, ERD |                                                                            | 16 de agosto de 2024                            |
| Ministerio de Relaciones Exteriores                    | Canciller de la República                            | Roberto Álvarez Gil                                    |                                                                            | 16 de agosto de 2020                            |
| Procuraduría General de la República                   | Procuradora General de la República                  | Miriam Germán Brito Yeni Berenice Reynoso              | Despacho de la Procuradora                                                 | 16 de agosto de 2020 - 24 de febrero de 2025    |
| Procuraduría General de la República                   | Procuradora General de la República                  | Yeni Berenice Reynoso                                  | Despacho de la Procuradora                                                 | 24 de febrero de 2025                           |
| Ministerio de Interior y Policía                       | Ministra de Interior y Policía                       | Jesús (Chú) Vásquez Martínez                           |                                                                            | 16 de agosto de 2020 - 30 de julio de 2024      |
| Ministerio de Interior y Policía                       | Ministra de Interior y Policía                       | Faride Raful                                           |                                                                            | 30 de julio de 2024                             |
| Ministerio de Hacienda                                 | Ministro de Hacienda                                 | Jochi Vicente                                          |                                                                            | 16 de agosto de 2020 - 15 de julio de 2025      |
| Ministerio de Hacienda                                 | Ministro de Hacienda                                 | Magín Javier Díaz                                      |                                                                            | 15 de julio de 2025                             |
| Ministerio de Industria, Comercio y MiPymes            | Ministro de Industria, Comercio y MiPymes            | Víctor (Itó) Bisonó                                    |                                                                            | 16 de agosto de 2020                            |
| Ministerio de Economía, Planificación y Desarrollo     | Ministro de Economía, Planificación y Desarrollo     | Miguel Ceara Hatton                                    |                                                                            | 16 de agosto de 2020 - 6 de julio de 2022       |
| Ministerio de Economía, Planificación y Desarrollo     | Ministro de Economía, Planificación y Desarrollo     | Pavel Isa Contreras                                    | Despacho del Ministro                                                      | 7 de julio de 2022                              |
| Ministerio Administrativo de la Presidencia            | Ministro Administrativo de la Presidencia            | José Ignacio Paliza                                    | Despacho del Ministro                                                      | 16 de agosto de 2020 - 17 de julio de 2024      |
| Ministerio Administrativo de la Presidencia            | Ministro Administrativo de la Presidencia            | Porfirio Andrés Bautista García                        |                                                                            | 17 de julio de 2024                             |
| Ministerio de Educación                                | Ministro de Educación                                | Roberto Fulcar Encarnación                             |                                                                            | 16 de agosto de 2020 - 2 de agosto de 2022      |
| Ministerio de Educación                                | Ministro de Educación                                | Ángel Enrique Hernández                                | Despacho del Ministro                                                      | 3 de agosto de 2022 - 26 de febrero de 2025     |
| Ministerio de Educación                                | Ministro de Educación                                | Luis Miguel de Camps                                   |                                                                            | 26 de febrero de 2025                           |
| Ministerio de Salud Pública y Asistencia Social        | Ministro de Salud Pública y Asistencia Social        | Plutarco Arias Arias                                   |                                                                            | 16 de agosto de 2020 - 26 de febrero de 2021    |
| Ministerio de Salud Pública y Asistencia Social        | Ministro de Salud Pública y Asistencia Social        | Daniel Enrique Rivera                                  | Despacho del Ministro                                                      | 1° de marzo de 2021 - 17 de enero de 2024       |
| Ministerio de Salud Pública y Asistencia Social        | Ministro de Salud Pública y Asistencia Social        | Víctor Atallah Lajam                                   |                                                                            | 17 de enero de 2024                             |
| Ministerio de Obras Públicas y Comunicaciones          | Ministro de Obras Públicas y Comunicaciones          | Deligne Ascensión Burgos                               | Despacho del Ministro                                                      | 16 de agosto de 2020 - 26 de febrero de 2025    |
| Ministerio de Obras Públicas y Comunicaciones          | Ministro de Obras Públicas y Comunicaciones          | Eduardo Estrella                                       |                                                                            | 26 de febrero de 2025                           |
| Ministerio de Medio Ambiente y Recursos Naturales      | Ministro de Medio Ambiente y Recursos Naturales      | Orlando Jorge Mera                                     |                                                                            | 16 de agosto de 2020 - 6 de junio de 2022       |
| Ministerio de Medio Ambiente y Recursos Naturales      | Ministro de Medio Ambiente y Recursos Naturales      | Miguel Ceara Hatton                                    | Despacho del Ministro Archivado el 25 de mayo de 2021 en Wayback Machine.  | 7 de julio de 2022 - 2 de agosto de 2024        |
| Ministerio de Medio Ambiente y Recursos Naturales      | Ministro de Medio Ambiente y Recursos Naturales      | Armando Paíno Henríquez                                | Despacho del Ministro                                                      | 2 de agosto de 2024                             |
| Ministerio de Agricultura                              | Ministro de Agricultura                              | Limber Cruz                                            | Despacho del Ministro                                                      | 16 de agosto de 2020                            |
| Ministerio de Turismo                                  | Ministro de Turismo                                  | David Collado                                          |                                                                            | 16 de agosto de 2020                            |
| Ministerio de Educación Superior, Ciencia y Tecnología | Ministro de Educación Superior, Ciencia y Tecnología | Franklin García Fermín                                 | Despacho del Ministro Archivado el 21 de junio de 2021 en Wayback Machine. | 16 de agosto de 2020                            |
| Ministerio de Deportes y Recreación                    | Ministro de Deportes y Recreación                    | Francisco Camacho                                      | Presidencia de la República Dominicana                                     | 16 de agosto de 2020 - 16 de agosto de 2024     |
| Ministerio de Deportes y Recreación                    | Ministro de Deportes y Recreación                    | Kelvin Cruz                                            |                                                                            | 16 de agosto de 2024                            |
| Ministerio de Trabajo                                  | Ministro de Trabajo                                  | Luis Miguel de Camps                                   | Presidencia de la República Dominicana                                     | 16 de agosto de 2020 - 31 de enero de 2025      |
| Ministerio de Trabajo                                  | Ministro de Trabajo                                  | Eddy de Jesús Olivares Ortega                          |                                                                            | 31 de enero de 2025                             |
| Ministerio de Cultura                                  | Ministra de Cultura                                  | Carmen Heredia Ottenwalder                             |                                                                            | 16 de agosto de 2020 - 5 de septiembre de 2021  |
| Ministerio de Cultura                                  | Ministra de Cultura                                  | Milagros Germán                                        |                                                                            | 6 de septiembre de 2021 - 31 de enero de 2025   |
| Ministerio de Cultura                                  | Ministra de Cultura                                  | Roberto Ángel Salcedo                                  |                                                                            | 31 de enero de 2025                             |
| Ministerio de Administración Pública                   | Ministro de Administración Pública                   | Darío Castillo Lugo                                    | Presidencia de la República Dominicana                                     | 16 de agosto de 2020 - 17 de julio de 2024      |
| Ministerio de Administración Pública                   | Ministro de Administración Pública                   | Sigmund Freud Mena                                     |                                                                            | 17 de julio de 2024                             |
| Ministerio de la Mujer                                 | Ministra de la Mujer                                 | Mayra Jiménez                                          | Ministerio de la Mujer                                                     | 16 de agosto de 2020                            |
| Ministerio de la Juventud                              | Ministro de la Juventud                              | Kinsberly Taveras Duarte                               |                                                                            | 16 de agosto de 2020 - 8 de diciembre de 2020   |
| Ministerio de la Juventud                              | Ministro de la Juventud                              | Luz Jiménez Ramírez                                    |                                                                            | 9 de diciembre de 2020 - 5 de diciembre de 2021 |
| Ministerio de la Juventud                              | Ministro de la Juventud                              | Rafael Féliz García                                    | Despacho del Ministro                                                      | 15 de diciembre de 2021 - 17 de julio de 2024   |
| Ministerio de la Juventud                              | Ministro de la Juventud                              | Carlos Valdez Matos                                    |                                                                            | 17 de julio de 2024                             |
| Ministerio de Energía y Minas                          | Ministro de Energía y Minas                          | Antonio Almonte                                        | Despacho del Ministro                                                      | 16 de agosto de 2020 - 16 de agosto de 2024     |
| Ministerio de Energía y Minas                          | Ministro de Energía y Minas                          | Joel Santos                                            |                                                                            | 16 de agosto de 2024                            |
| Ministerio de la Vivienda, Hábitat y Edificaciones     | Ministro de la Vivienda, Hábitat y Edificaciones     | Carlos Bonilla Sánchez                                 | Despacho del Ministro                                                      | cargo creado 11 de agosto de 2021               |
| Oficina del Vocero de la Presidencia                   | Vocero/a de la Presidencia                           | Milagros Germán                                        |                                                                            | 16 de agosto de 2020 - 5 de septiembre de 2021  |
| Oficina del Vocero de la Presidencia                   | Vocero/a de la Presidencia                           | Homero Figueroa                                        |                                                                            | 6 de septiembre de 2021                         |
| Presidencia de la República                            | Ministro de Estado sin Cartera                       | José Leonel Cabrera Abud                               |                                                                            | 16 de agosto de 2020                            |
| Presidencia de la República                            | Ministro de Estado sin Cartera                       | Geanilda A. Vásquez Almánzar                           |                                                                            | 16 de agosto de 2020 - 2 de agosto de 2022      |
| Presidencia de la República                            | Ministro de Estado sin Cartera                       | Roberto Fulcar Encarnación                             |                                                                            | 3 de agosto de 2022                             |

## Gabinete de Danilo Medina (2012-2020)
Al tomar posesión el 16 de agosto de 2012, Danilo Medina designó el Gabinete de Gobierno para su primer mandato.
El 16 de agosto de 2016, el presidente Danilo Medina anunció su Gabinete de Gobierno para su segundo mandato. Algunos miembros del Gabinete mantuvieron su posición con respecto al mandato anterior, mientras que otros fueron trasladados a nuevas carteras y otros iniciaron su carrera ministerial en este período. El año 2018 vio cinco cambios en la composición del Gabinete: Interior y Policía, Agricultura, Medio Ambiente, Cultura y Trabajo.
| Ministerio                                             | Titular                    | Imagen | Período                                         |
| ------------------------------------------------------ | -------------------------- | ------ | ----------------------------------------------- |
| Ministerio de la Presidencia                           | Gustavo Montalvo           |        | 16 de agosto de 2012 - 16 de agosto de 2020     |
| Ministerio de Defensa                                  | Sigfrido Pared Pérez       |        | 16 de agosto de 2012 - 16 de agosto de 2016     |
| Ministerio de Defensa                                  | Rubén Darío Paulino Sem    |        | 16 de agosto de 2016 - 16 de agosto de 2020     |
| Ministerio de Relaciones Exteriores                    | Carlos Morales Troncoso    |        | 16 de agosto de 2012 - 15 de septiembre de 2014 |
| Ministerio de Relaciones Exteriores                    | Andrés Navarro             |        | 16 de septiembre de 2014 16 de agosto de 2016   |
| Ministerio de Relaciones Exteriores                    | Miguel Vargas Maldonado    |        | 16 de agosto de 2016 - 16 de agosto de 2020     |
| Procuraduría General de la República                   | Francisco Domínguez Brito  |        | 16 de agosto de 2012 - 16 de agosto de 2016     |
| Procuraduría General de la República                   | Jean Alain Rodríguez       |        | 16 de agosto de 2016 - 16 de agosto de 2020     |
| Ministerio de Interior y Policía                       | José Ramón Fadul           |        | 16 de agosto de 2012 - 16 de agosto de 2016     |
| Ministerio de Interior y Policía                       | Carlos Amarante Baret      |        | 16 de agosto de 2016 - 28 de mayo de 2018       |
| Ministerio de Interior y Policía                       | José Ramón Fadul           |        | 30 de mayo de 2018 - 16 de agosto de 2020       |
| Ministerio de Hacienda                                 | Simón Lizardo              |        | 16 de agosto de 2012 - 16 de agosto de 2016     |
| Ministerio de Hacienda                                 | Donald Guerrero            |        | 16 de agosto de 2016 - 16 de agosto de 2020     |
| Ministerio de Industria, Comercio y MiPymes            | José del Castillo Saviñón  |        | 16 de agosto de 2012 - 16 de agosto de 2016     |
| Ministerio de Industria, Comercio y MiPymes            | Temístocles Montás         |        | 16 de agosto de 2016 - 9 de junio de 2017       |
| Ministerio de Industria, Comercio y MiPymes            | Nelson Toca Simó           |        | 9 de junio de 2017 - 16 de agosto de 2020       |
| Ministerio de Economía, Planificación y Desarrollo     | Temístocles Montás         |        | 16 de agosto de 2012 - 16 de agosto de 2016     |
| Ministerio de Economía, Planificación y Desarrollo     | Isidoro Santana            |        | 16 de agosto de 2016 - 31 de julio de 2019      |
| Ministerio de Economía, Planificación y Desarrollo     | Juan Ariel Jiménez         |        | 31 de julio de 2019 - 16 de agosto de 2020      |
| Ministerio Administrativo de la Presidencia            | José Ramón Peralta         |        | 16 de agosto de 2012 - 16 de agosto de 2020     |
| Ministerio de Educación                                | Josefina Pimentel          |        | 16 de agosto de 2012 - 16 de agosto de 2016     |
| Ministerio de Educación                                | Andrés Navarro             |        | 16 de agosto de 2016 - 17 de febrero de 2019    |
| Ministerio de Educación                                | Antonio Peña Mirabal       |        | 24 de febrero de 2019 - 16 de agosto de 2020    |
| Ministerio de Salud Pública y Asistencia Social        | Freddy Hidalgo             |        | 16 de agosto de 2012 - 10 de octubre de 2014    |
| Ministerio de Salud Pública y Asistencia Social        | Altagracia Guzmán          |        | 11 de octubre de 2014 - 9 de mayo de 2018       |
| Ministerio de Salud Pública y Asistencia Social        | Rafael Sánchez Cárdenas    |        | 10 de mayo de 2018 - 16 de agosto de 2020       |
| Ministerio de Obras Públicas y Comunicaciones          | Gonzalo Castillo           |        | 16 de agosto de 2012 - 5 de agosto de 2019      |
| Ministerio de Obras Públicas y Comunicaciones          | Ramón Pepín                |        | 12 de septiembre de 2019 - 16 de agosto de 2020 |
| Ministerio de Medio Ambiente y Recursos Naturales      | Bautista Rojas Gómez       |        | 16 de agosto de 2012 - 16 de agosto de 2016     |
| Ministerio de Medio Ambiente y Recursos Naturales      | Francisco Domínguez Brito  |        | 16 de agosto de 2016 - 26 de abril de 2018      |
| Ministerio de Medio Ambiente y Recursos Naturales      | Ángel Estévez              |        | 10 de mayo de 2018 - 16 de agosto de 2020       |
| Ministerio de Agricultura                              | Luis Ramón Rodríguez       |        | 16 de agosto de 2012 - 24 de abril de 2014      |
| Ministerio de Agricultura                              | Ángel Estévez              |        | 25 de abril de 2014 - 10 de mayo de 2018        |
| Ministerio de Agricultura                              | Osmar Benítez              |        | 12 de mayo de 2018 - 16 de agosto de 2020       |
| Ministerio de Turismo                                  | Francisco Javier García    |        | 16 de agosto de 2008 - 16 de agosto de 2020     |
| Ministerio de Educación Superior, Ciencia y Tecnología | Ligia Amada Melo           |        | 16 de agosto de 2012 - 16 de agosto de 2016     |
| Ministerio de Educación Superior, Ciencia y Tecnología | Alejandrina Germán         |        | 16 de agosto de 2016 - 16 de agosto de 2020     |
| Ministerio de Deporte, Educación Física y Recreación   | Jaime David Fernández      |        | 16 de agosto de 2012 - 16 de agosto de 2016     |
| Ministerio de Deporte, Educación Física y Recreación   | Danilo Díaz                |        | 16 de agosto de 2016 - 16 de agosto de 2020     |
| Ministerio de Trabajo                                  | Maritza Hernández          |        | 16 de agosto de 2012 - 16 de agosto de 2016     |
| Ministerio de Trabajo                                  | José Ramón Fadul           |        | 16 de agosto de 2016 - 30 de mayo de 2018       |
| Ministerio de Trabajo                                  | Winston Santos             |        | 4 de junio de 2018 - 16 de agosto de 2020       |
| Ministerio de Cultura                                  | José Antonio Rodríguez     |        | 16 de agosto de 2012 - 16 de agosto de 2016     |
| Ministerio de Cultura                                  | Pedro Vergés               |        | 16 de agosto de 2016 - 9 de mayo de 2018        |
| Ministerio de Cultura                                  | Eduardo Selman             |        | 10 de mayo de 2018 - 16 de agosto de 2020       |
| Ministerio de Administración Pública                   | Ramón Ventura Camejo       |        | 16 de agosto de 2008 - 16 de agosto de 2020     |
| Ministerio de la Mujer                                 | Alejandrina Germán         |        | 16 de agosto de 2012 - 16 de agosto de 2016     |
| Ministerio de la Mujer                                 | Janet Camilo               |        | 16 de agosto de 2016 - 16 de agosto de 2020     |
| Ministerio de la Juventud                              | Jorge Minaya               |        | 16 de agosto de 2012 - 16 de agosto de 2016     |
| Ministerio de la Juventud                              | Robiamny Balcácer          |        | 16 de agosto de 2016 - 16 de agosto de 2020     |
| Ministerio de Energía y Minas                          | Pelegrín Castillo Semán    |        | 24 de abril de 2014 - 28 de abril de 2015       |
| Ministerio de Energía y Minas                          | Antonio Isa Conde          |        | 29 de abril de 2015 - 16 de agosto de 2020      |
| Oficina del Vocero de la Presidencia                   | Roberto Rodríguez Marchena |        | 16 de agosto de 2012 - 16 de agosto de 2020     |